# استیون لینچ (موسیقی‌دان)
استیون اندرو لینچ (انگلیسی: Stephen Andrew Lynch؛ زادهٔ ۲۸ ژوئیهٔ ۱۹۷۱) یک آهنگساز، کمدین و هنرپیشه اهل ایالات متحده آمریکا است.